# Kasey Keller
Kasey C. Keller (ur. 29 listopada 1969 w Olympii) – były amerykański piłkarz. Reprezentant USA, występował na mistrzostwach świata we Francji (1998) i w Niemczech (2006) (w Korei i Japonii (2002) był rezerwowym).